# Snuden vender hjem
|  | Denne artikel er oprettet af botten PalnaBot ud fra en ekstern database. Den kan derfor have sproglige fejl eller mangler. Denne skabelon kan fjernes efter kontrol af indholdet. |

Snuden vender hjem er en børnefilm instrueret af Anders Sørensen efter manuskript af Flemming Quist Møller.

## Handling
Snuden vil gerne hjem. Sammen med Rita kommer den til rockkoncert på landet. De møder vagthunden Devil, der ikke vil indrømme, at han ikke kan klare alt. Men han bliver glad, da de to venner hjælper ham med at fange et par indbrudstyve. Rita besøger en kemisk fabrik og får sin naturlige størrelse igen. Snuden vender glad tilbage til sin mose, hvor den genser sin bedste ven, odderen Otto